# Esquí acrobàtic als Jocs Olímpics d'hivern de 2006 - Salts acrobàtics femenins
Als Jocs Olímpics d'Hivern de 2006 celebrats a la ciutat de Torí (Itàlia) es disputà una prova de salts acrobàtics en categoria femenina dins de les proves d'esquí acrobàtic celebrats als Jocs.
La competició se celebrà entre els dies 21 i 22 de febrer de 2006 a les instal·lacions de Sauze d'Oulx. Hi participaren un total de 23 esquiadores de 9 comitès nacionals diferents.

## Resum de medalles
| Or          | Argent  | Bronze        |
| Evelyne Leu | Li Nina | Alisa Camplin |

## Resultats

### Ronda classificatòria
| Pos. | Nom                | CON             | Salt 1 | Salt 2 | Punts  | Notes |
| ---- | ------------------ | --------------- | ------ | ------ | ------ | ----- |
| 1    | Jacqui Cooper      | Austràlia       | 113.80 | 99.56  | 213.36 | Q     |
| 2    | Guo Xinxin         | R.P. de la Xina | 105.45 | 9.42   | 204.87 | Q     |
| 3    | Li Nina            | R.P. de la Xina | 98.87  | 90.06  | 188.93 | Q     |
| 4    | Evelyne Leu        | Suïssa          | 83.60  | 96.77  | 180.37 | Q     |
| 5    | Veronika Bauer     | Canadà          | 94.29  | 82.37  | 176.66 | Q     |
| 6    | Anna Zukal         | Rússia          | 88.35  | 83.89  | 172.24 | Q     |
| 7    | Xu Nannan          | R.P. de la Xina | 80.72  | 91.29  | 172.01 | Q     |
| 8    | Alla Tsuper        | Belarús         | 88.83  | 80.16  | 168.99 | Q     |
| 9    | Manuela Mueller    | Suïssa          | 95.88  | 72.43  | 168.31 | Q     |
| 10   | Alisa Camplin      | Austràlia       | 69.97  | 95.35  | 165.32 | Q     |
| 11   | Oly Slivets        | Belarús         | 88.72  | 74.48  | 163.20 | Q     |
| 12   | Wang Jiao          | R.P. de la Xina | 71.55  | 88.67  | 160.22 | Q     |
| 13   | Olga Volkova       | Ucraïna         | 86.01  | 74.02  | 160.03 |       |
| 14   | Lydia Ierodiaconou | Austràlia       | 101.52 | 53.93  | 155.45 |       |
| 15   | Amber Peterson     | Canadà          | 80.64  | 72.43  | 153.07 |       |
| 16   | Jana Lindsey       | Estats Units    | 79.38  | 70.85  | 150.23 |       |
| 17   | Olga Koroleva      | Rússia          | 76.75  | 71.75  | 148.40 |       |
| 18   | Tatiana Kozachenko | Ucraïna         | 69.44  | 78.07  | 147.51 |       |
| 19   | Emily Cook         | Estats Units    | 60.32  | 84.10  | 144.42 |       |
| 20   | Nadiya Didenko     | Ucraïna         | 80.16  | 56.75  | 136.91 |       |
| 21   | Kayo Henmi         | Japó            | 57.48  | 71.92  | 129.40 |       |
| 22   | Deidra Dionne      | Canadà          | 69.79  | 58.51  | 128.30 |       |
| 23   | Elizabeth Gardner  | Austràlia       | 65.56  | 61.86  | 127.42 |       |

### Final
| Pos. | Nom             | Salt 1 | Salt 2 | Punts  |
| ---- | --------------- | ------ | ------ | ------ |
| 1    | Evelyne Leu     | 94.62  | 107.93 | 202.55 |
| 2    | Li Nina         | 100.81 | 96.58  | 197.39 |
| 3    | Alisa Camplin   | 94.99  | 96.40  | 191.39 |
| 4    | Xu Nannan       | 98.70  | 92.53  | 191.23 |
| 5    | Oly Slivets     | 87.50  | 90.25  | 177.75 |
| 6    | Guo Xinxin      | 103.17 | 71.68  | 174.85 |
| 7    | Manuela Mueller | 73.49  | 85.65  | 159.14 |
| 8    | Jacqui Cooper   | 78.97  | 73.72  | 152.69 |
| 9    | Anna Zukal      | 81.90  | 70.14  | 152.04 |
| 10   | Alla Tsuper     | 53.58  | 84.26  | 137.84 |
| 11   | Wang Jiao       | 61.51  | 71.02  | 132.53 |
| 12   | Veronika Bauer  | 67.32  | 58.33  | 125.65 |